# Notocaulus felschei
Notocaulus felschei är en skalbaggsart som beskrevs av Schmidt 1911. Notocaulus felschei ingår i släktet Notocaulus och familjen Aphodiidae. Inga underarter finns listade i Catalogue of Life.